# Jean-Pierre Morgan
Jean-Pierre Morgan  (* 30. říjen 1992) je francouzský fotbalový obránce. V současnosti je hráčem francouzského fotbalového klubu FC Sète 34.

## Klubová kariéra
Jean-Pierre Morgan je odchovancem RCO Agde. Ve Francii hrál také za AS Béziers a AS Fabrégues. V zahraničí působil v Budapešti Honvéd a FC VSS Košice než v roce 2017 přestoupil do Baníku Ostrava. V lednu 2018 mu v Baníku vypršel smlouva a stal se volným hráčem. V červnu 2018 podepsal smlouvu v klubu FC Sète 34.